# Axel Kolle
Axel Kolle (Fredrikstad, 24 gennaio 1973) è un ex calciatore norvegese, di ruolo centrocampista.

## Biografia
È il figlio dell'ex calciatore Knut Kolle.

## Carriera

### Club
Kolle iniziò la carriera in un piccolo club chiamato Cicignon. In seguito entrò nelle giovanili del Lyn e si allenò anche con la Sampdoria. Debuttò da professionista nella Tippeligaen 1991, giocando un incontro. Sempre nel 1991, fu ceduto in prestito al Fredrikstad. L'anno seguente passò con la medesima formula al Bærum. Dal 1993 al 1995 giocò per il Lyn, segnando 24 reti in 63 incontri di campionato.
Dal 1996 al 2000, giocò per lo Stabæk: segnando 10 reti in 109 gare di campionato. Inoltre, vinse la Coppa di Norvegia 1998. Tornò al Lyn prima dell'inizio della stagione 2001, ma non scese mai in campo per un infortunio che lo costrinse a ritirarsi. Tornò all'attività agonistica, però, nel 2003: giocò due incontri per il Lyn, prima di ritirarsi nuovamente.
Dopo una lunga assenza dai campi, tornò a giocare nel 2010 assieme a Jan-Derek Sørensen e Glenn Hartmann nel Bærumsløkka, squadra norvegese di divisione inferiore.

## Palmarès

### Giocatore

#### Club

##### Competizioni nazionali
- Coppa di Norvegia: 1

Stabæk: 1998